# Razor-qt
Razor-qt est un environnement de bureau fondé sur Qt pour le système X Window,. Le projet n'est plus maintenu depuis son rapprochement avec LXDE, dont la philosophie est proche. Le développement se poursuit désormais avec LXQt,, dont la première version (0.7.0) a été publiée le 7 mai 2014.

## Description
Razor-qt se veut être un environnement de bureau se focalisant sur la consommation minimale de ressources. On le compare souvent à KDE SC, un ensemble de techniques (environnement de bureau, applications, bibliothèques et API) utilisant aussi la bibliothèque Qt. Cependant les deux projets sont assez différents au niveau de la philosophie choisie.
Razor-qt en est aux premières phases de son développement. En février 2012, cet environnement comprend un panneau de visualisation, un raccourci permettant de changer de fenêtre, un bureau, un lanceur d'application, un « centre » de paramétrage et permet également de lancer plusieurs sessions. Ces composants peuvent être activés ou désactivés par l'utilisateur. 
Razor-qt fonctionne avec tous les gestionnaires X window modernes, tels que Openbox, fvwm2 ou KWin.